# 张明 (1925年)
张明（1925年5月—2001年），男，山东周村人，中华人民共和国军事人物，中国人民解放军中将，曾任南京军区副司令员，第一届全国人大代表，第八届全国政协常务委员，中共九、十、十一、十二、十三大代表。